# Barbara Klingbacher
Barbara Klingbacher (* 1971) ist eine Schweizer Journalistin.

## Leben
Klingbacher studierte in Bern und Zürich Theater- und Filmwissenschaften.
Seit 2010 arbeitet sie als Redaktorin für das Monatsmagazin «NZZ Folio», erst als freie Mitarbeiterin, seit 2013 als festangestellte Redaktorin. Zuvor arbeitete Klingbacher als freischaffende Journalistin und war Reiseredaktorin und Reportageleiterin beim Magazin «annabelle». Mit ihrer Reportage «Der letzte Gang» über ihren Selbstversuch des Tötens von Tieren für den Verzehr gewann die Journalistin den Zürcher Journalistenpreis 2018 und den «Bernd-Tönnies-Preis für Tierschutz in der Nutztierhaltung».